# Горечавкоцветные
Горечавкоцве́тные (лат. Gentianales) — по современной классификации APG IV порядок цветковых растений насчитывающий 5 семейств, 1 107 родов и 23 066 ботанических видов. Порядок включается в дочернюю кладу Ламииды, последовательно входящую в более крупные клады  Астериды -> Суперастериды -> Эвдикоты -> Цветковые растения.  Более 60 % видов семейства принадлежит семейству мареновых.

## Этимология
Латинское название порядка происходит из названия семейства Gentianaceae (Горечавковые), которое, в свою очередь, основано на названии рода Gentiana (Горечавка), данном ему в честь последнего царя Иллирии Гентия.

## Ботаническое описание
Представители порядка горечавкоцветных содержат особые иридоиды (секо-иридоиды) и производные от них индолиновые алкалоиды. Представители обычно имеют прилистники, которые могут быть редуцированы до каймы, соединяющей основания супротивных листьев, железистые волоски в пазухах листьев, а часто также на внутренней стороне чашечки, биколлатеральные проводящие пучки, часто скрученный в бутон венчик, развивающийся по нуклеарному типу эндосперм.

## Использование человеком
К горечавкоцветным относится кофе, а также декоративные растения: плюмерия, гардения, горечавка, олеандр и барвинок, из которого также получают противоопухолевые алкалоиды.

## Классификация
Согласно системе классификации Кронквиста (1981) в порядок включались следующие семейства:
- Кутровые (Apocynaceae)
- Ластовневые (Asclepiadaceae)
- Горечавковые (Gentianaceae)
- Логаниевые (Loganiaceae)
- Ретциевые (Retziaceae)
- Saccifoliaceae

Система классификации Тахтаджяна (1997) также включает порядок Gentianales (он входит в надпорядок Gentiananae подкласса Lamiidae), но некоторые семейства, входящие в него, понимаются в более узком смысле, чем в вышеуказанных системах. Общее число семейств в порядке Gentianales девять: Gelsemiaceae, Loganiaceae, Strychnaceae, Antoniaceae, Spigeliaceae, Gentianaceae, Saccifoliaceae, Geniostomaceae, Plocospermataceae.
В современной системе APG IV (2016) в порядок включено 5 семейств:
- Apocynaceae Juss. (1789), nom. cons. — Кутровые — 380 родов, 6 369 видов
- Gelsemiaceae (G.Don) Struwe & V.Albert (1995) — Гельземиевые — 3 рода, 15 видов
- Gentianaceae Juss. (1789), nom. cons. — Горечавковые — 104 рода, 1 903 вида
- Loganiaceae R.Br. (1814), nom. cons. — Логаниевые — 16 родов, 513 видов
- Rubiaceae Juss. (1789), nom. cons. — Мареновые — 610 родов, 14 247 видов

### Таксономическое положение
- Gentianales Juss. ex Bercht. & J. Presl, 1820, Prir. Rostlin 248

Порядок Горечавкоцветные включается в дочернюю кладу Ламииды, последовательно входящую в более крупные клады Астериды → Суперастериды → Эвдикоты → Цветковые растения. Таксономическая схема в соответствии с Системой APG IV по состоянию на июнь 2024 года:
|  |                          |  |                                   | порядок Горечавкоцветные |  | 5 семейств |  | 1 107 родов |  | 23 066 видов |
|  |                          |  |                                   | порядок Горечавкоцветные |  | 5 семейств |  | 1 107 родов |  | 23 066 видов |
|  | клада Цветковые растения |  |                                   |                          |  |            |  |             |  |              |
|  |                          |  |                                   |                          |  |            |  |             |  |              |
|  |                          |  | ещё 63 порядка цветковых растений |                          |  |            |  |             |  |              |
|  |                          |  |                                   |                          |  |            |  |             |  |              |